# Alegría-Dulantzi
Alegría-Dulantzi (oficial em castelhano e basco Alegría-Dulantzi) é um município da Espanha na província de Álava, comunidade autónoma do País Basco, de área 19,91 km² com população de 1919 habitantes (2004) e densidade populacional de 96,38 hab/km².

## Demografia
| Variação demográfica do município entre 1991 e 2004 | Variação demográfica do município entre 1991 e 2004 | Variação demográfica do município entre 1991 e 2004 | Variação demográfica do município entre 1991 e 2004 |
| --------------------------------------------------- | --------------------------------------------------- | --------------------------------------------------- | --------------------------------------------------- |
| 1991                                                | 1996                                                | 2001                                                | 2004                                                |
| 999                                                 | 1234                                                | 1533                                                | 1919                                                |